# Privaatrecht (België)
Het privaatrecht is naar Belgisch recht het geheel van rechtsregels dat de onderlinge rechtsverhoudingen tussen personen beheerst, en beoogt de private belangen van individuen of groepen van individuen te regelen. Privaatrecht is niet te verwarren met burgerlijk recht in strikte zin, dat een rechtstak is van het privaatrecht. Privaatrecht staat tegenover het publiekrecht.

## Arbeidsrecht
Het arbeidsrecht is het recht dat de verhouding tussen werknemer en werkgever regelt.

## Burgerlijk recht
Het burgerlijk recht regelt de rechtsverhoudingen tussen burgers onderling en wordt beschouwd als het gemeen recht van het privaatrecht. Het burgerlijk recht kan op zijn beurt onderverdeeld worden in het personen- en familierecht en het vermogensrecht. De belangrijkste bron van het burgerlijk recht is het Burgerlijk Wetboek van 1804, hoewel het uitgehold wordt door allerlei bijzondere wetten.

## Financieel recht
Deze rechtstak is een gemengde rechtstak van privaat- en publiekrecht. Het financieel recht omvat het geheel aan rechtsregels dat de bescherming van privéspaarders beoogt. Voorts tracht deze rechtstak het publieke vertrouwen in financiële ondernemingen te bewerkstelligen.

## Gerechtelijk (privaat)recht
Het gerechtelijk recht maakt deel uit van het privaatrecht in zoverre het privaatrechtelijke en niet-publiekrechtelijke aangelegenheden betreft. Het deel van het gerechtelijk recht dat het privaatrecht aanbelangt, heet het gerechtelijk privaatrecht. De organisatie van de rechterlijke macht maakt zo geen deel uit van het gerechtelijk privaatrecht, maar wel van het gerechtelijk publiekrecht. Het Gerechtelijk Wetboek van 10 oktober 1967 is hierbij de belangrijkste bron.

## Handels- en economisch recht
Het handelsrecht regelde het statuut van handelaars alsook de meest frequente handelsverrichtingen. Het handelsrecht werd echter irrelevant per 1 november 2018: op die datum werd het oude Wetboek van Koophandel opgeheven.
Het economisch recht wordt geregeld in het Wetboek economisch recht (WER).

## Internationaal privaatrecht
Het internationaal privaatrecht (IPR) is recht dat het privaatrecht met een grensoverschrijdend element regelt. Een vraagstuk van internationaal privaatrecht is bijvoorbeeld welk huwelijksrecht van toepassing is indien een Frans en Nederlands staatsburger in Duitsland met elkaar huwen. Zie hierbij het Wetboek van internationaal privaatrecht van 16 juli 2004.

## Vennootschapsrecht
Het vennootschapsrecht is het recht dat toepassing vindt op alle vennootschappen.Het nieuwe Wetboek van vennootschappen en verenigingen werd op 28 februari 2019 aangenomen door de Kamer van Volksvertegenwoordigers en zal vanaf 1 mei 2019 stapsgewijs in werking treden.